# Japanse slaapmuis
De Japanse slaapmuis (Glirulus japonicus)  is een zoogdier uit de familie van de slaapmuizen (Gliridae). De wetenschappelijke naam van de soort werd voor het eerst geldig gepubliceerd door Heinrich Rudolf Schinz in 1845.

## Voorkomen
De soort komt voor in Japan.